# Borenore
Borenore är en ort i Australien. Den ligger i kommunen Cabonne och delstaten New South Wales, i den sydöstra delen av landet, omkring 220 kilometer väster om delstatshuvudstaden Sydney. Antalet invånare är 620.
Närmaste större samhälle är Orange, omkring 12 kilometer sydost om Borenore.
Trakten runt Borenore består till största delen av jordbruksmark. Runt Borenore är det ganska tätbefolkat, med 129 invånare per kvadratkilometer. Genomsnittlig årsnederbörd är 837 millimeter. Den regnigaste månaden är februari, med i genomsnitt 154 mm nederbörd, och den torraste är november, med 36 mm nederbörd.